# Grand'Combe-des-Bois
Ne doit pas être confondu avec Grand'Combe-Châteleu.
Grand'Combe-des-Bois est une commune française située dans le département du Doubs, la région culturelle et historique de Franche-Comté et la région administrative Bourgogne-Franche-Comté.

## Géographie

### Relief
Le point culminant de la commune est le Mont Devoir avec une altitude de 1 087 m.

### Toponymie
Grand Combe est attesté dès 1352.
Combe : « vallée, replat d'une vallée ».

### Climat
Pour des articles plus généraux, voir Climat de la Bourgogne-Franche-Comté et Climat du Doubs.
En 2010, le climat de la commune est de type climat de montagne, selon une étude du Centre national de la recherche scientifique s'appuyant sur une série de données couvrant la période 1971-2000. En 2020, Météo-France publie une typologie des climats de la France métropolitaine dans laquelle la commune est exposée à un climat de montagne ou de marges de montagne et est dans la région climatique  Jura, caractérisée par une forte pluviométrie en toutes saisons (1 000 à 1 500 mm/an), des hivers rigoureux et un ensoleillement médiocre. 
Pour la période 1971-2000, la température annuelle moyenne est de 6,8 °C, avec une amplitude thermique annuelle de 16,5 °C. Le cumul annuel moyen de précipitations est de 1 486 mm, avec 11,6 jours de précipitations en janvier et 11,6 jours en juillet. Pour la période 1991-2020, la température moyenne annuelle observée sur la station météorologique de Météo-France la plus proche, « Le Russey », sur la commune du Russey à 5 km à vol d'oiseau, est de 7,9 °C et le cumul annuel moyen de précipitations est de 1 667,0 mm. 
La température maximale relevée sur cette station est de 36 °C, atteinte le 25 juillet 2019 ; la température minimale est de −32 °C, atteinte le 9 janvier 1985,,. 
Les paramètres climatiques de la commune ont été estimés pour le milieu du siècle (2041-2070) selon différents scénarios d'émission de gaz à effet de serre à partir des nouvelles projections climatiques de référence DRIAS-2020. Ils sont consultables sur un site dédié publié par Météo-France en novembre 2022.

## Urbanisme

### Typologie
Au 1er janvier 2024, Grand'Combe-des-Bois est catégorisée commune rurale à habitat dispersé, selon la nouvelle grille communale de densité à 7 niveaux définie par l'Insee en 2022.
Elle est située hors unité urbaine et hors attraction des villes,.

### Occupation des sols
L'occupation des sols de la commune, telle qu'elle ressort de la base de données européenne d’occupation biophysique des sols Corine Land Cover (CLC), est marquée par l'importance des territoires agricoles (52,4 % en 2018), une proportion sensiblement équivalente à celle de 1990 (52,8 %). La répartition détaillée en 2018 est la suivante : 
forêts (47,6 %), prairies (41,2 %), zones agricoles hétérogènes (11,2 %). L'évolution de l’occupation des sols de la commune et de ses infrastructures peut être observée sur les différentes représentations cartographiques du territoire : la carte de Cassini (XVIIIe siècle), la carte d'état-major (1820-1866) et les cartes ou photos aériennes de l'IGN pour la période actuelle (1950 à aujourd'hui).

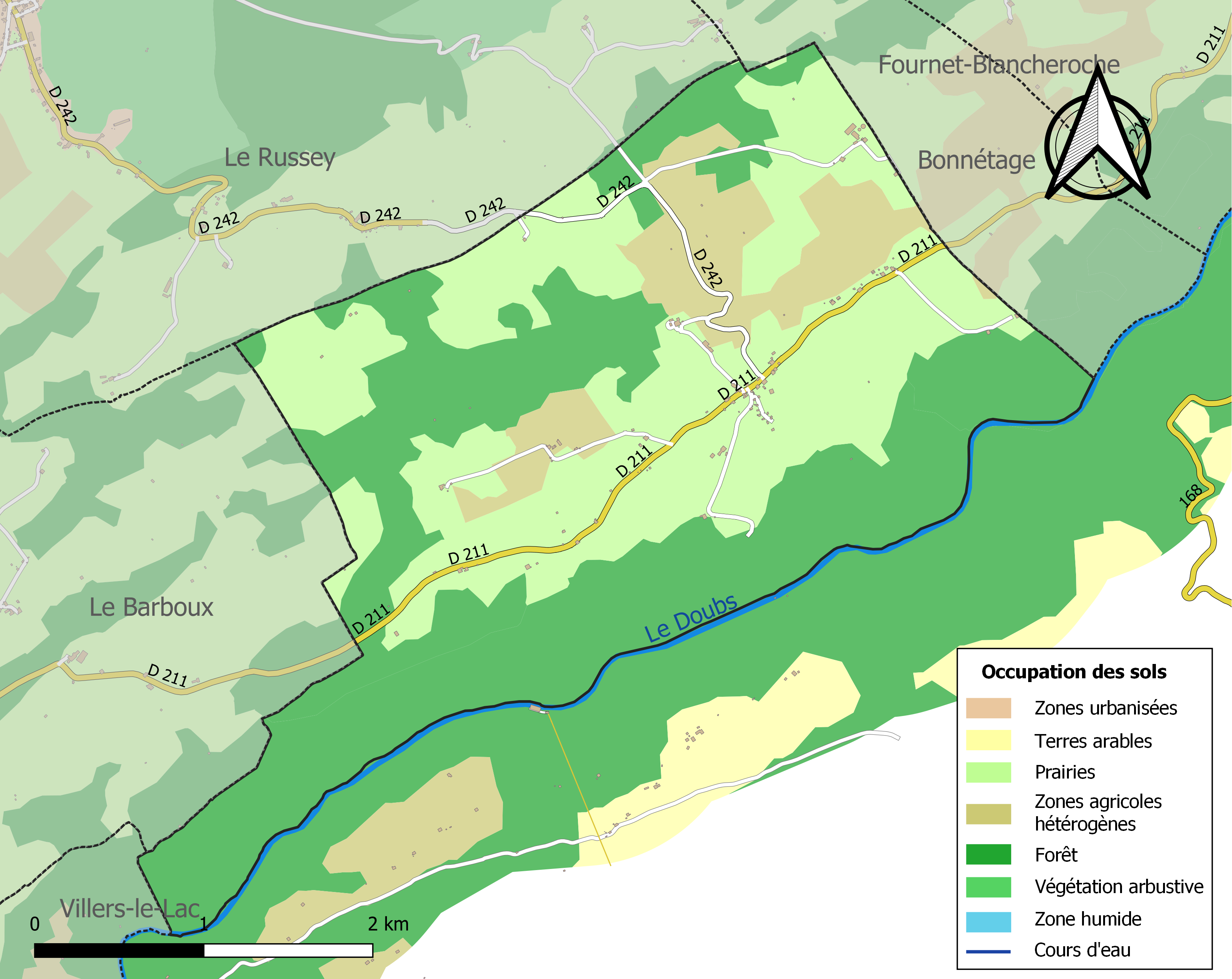
Carte des infrastructures et de l'occupation des sols de la commune en 2018 (CLC).

## Histoire

### Héraldique
| Blason de Grand'Combe-des-Bois | D’or aux deux versants de montagne de sinople mouvant des flancs et de la pointe, formant une gorge en chevron renversé. |

## Politique et administration
| Période                                  | Période                   | Identité                                    | Étiquette | Qualité |
| ---------------------------------------- | ------------------------- | ------------------------------------------- | --------- | --- |
| mars 2001                                | mars 2014                 | Bernard Maillot                             |           | |
| mars 2014                                | En cours (au 31 mai 2020) | Denis Leroux Réélu pour le mandat 2020-2026 | UMP → LR  | Avocat Conseiller départemental du canton de Morteau (2015 → ) 10e vice-président du conseil départemental du Doubs (2015 → ) Président du PETR du Pays horloger (2017 → ) |
| Les données manquantes sont à compléter. |                           |                                             |           | |

## Démographie
L'évolution du nombre d'habitants est connue à travers les recensements de la population effectués dans la commune depuis 1793. Pour les communes de moins de 10 000 habitants, une enquête de recensement portant sur toute la population est réalisée tous les cinq ans, les populations de référence des années intermédiaires étant quant à elles estimées par interpolation ou extrapolation. Pour la commune, le premier recensement exhaustif entrant dans le cadre du nouveau dispositif a été réalisé en 2004.

En 2022, la commune comptait 122 habitants, en évolution de −11,59 % par rapport à 2016 (Doubs : +1,88 %, France hors Mayotte : +2,11 %).
| 1793 | 1800 | 1806 | 1821 | 1831 | 1836 | 1841 | 1846 | 1851 |
| ---- | ---- | ---- | ---- | ---- | ---- | ---- | ---- | ---- |
| 279  | 225  | 282  | 256  | 251  | 249  | 256  | 291  | 316  |

| 1856 | 1861 | 1866 | 1872 | 1876 | 1881 | 1886 | 1891 | 1896 |
| ---- | ---- | ---- | ---- | ---- | ---- | ---- | ---- | ---- |
| 284  | 295  | 264  | 225  | 263  | 283  | 287  | 250  | 266  |

| 1901 | 1906 | 1911 | 1921 | 1926 | 1931 | 1936 | 1946 | 1954 |
| ---- | ---- | ---- | ---- | ---- | ---- | ---- | ---- | ---- |
| 262  | 249  | 252  | 190  | 221  | 231  | 226  | 189  | 163  |

| 1962 | 1968 | 1975 | 1982 | 1990 | 1999 | 2004 | 2006 | 2009 |
| ---- | ---- | ---- | ---- | ---- | ---- | ---- | ---- | ---- |
| 155  | 150  | 128  | 100  | 75   | 87   | 97   | 98   | 127  |

| 2014 | 2019 | 2022 | - | - | - | - | - | - |
| ---- | ---- | ---- | - | - | - | - | - | - |
| 137  | 125  | 122  | - | - | - | - | - | - |

## Lieux et monuments
- L'église Saint-Barnabé dont le clocher recèle un sanctuaire dédié à Notre-Dame de La Salette qui fut bénit le 28 juillet 1863 par le chanoine Joseph Rousselot (1785-1865), doyen du Chapitre de la cathédrale de Grenoble, un des deux commissaires chargés d'effectuer l'enquête ayant conclu à l'authenticité des apparitions de La Salette. En 1887 fut érigé à l'extérieur de l'église un chemin de croix pourvu de statues grandeur nature représentant les différentes scènes de l'apparition. Depuis lors, la petite Salette de Grand'Combe-des-Bois est un lieu de pèlerinage fréquenté par les fidèles de la région, en particulier le dimanche le plus proche du 19 septembre, date anniversaire des apparitions.
- Ferme des XVIe et XVIIe siècles classée partiellement aux monuments historiques[20].
- Ferme de Villebasse du XVIe siècle, ferme comtoise typique, inscrite aux monuments historiques[21] en 2021.

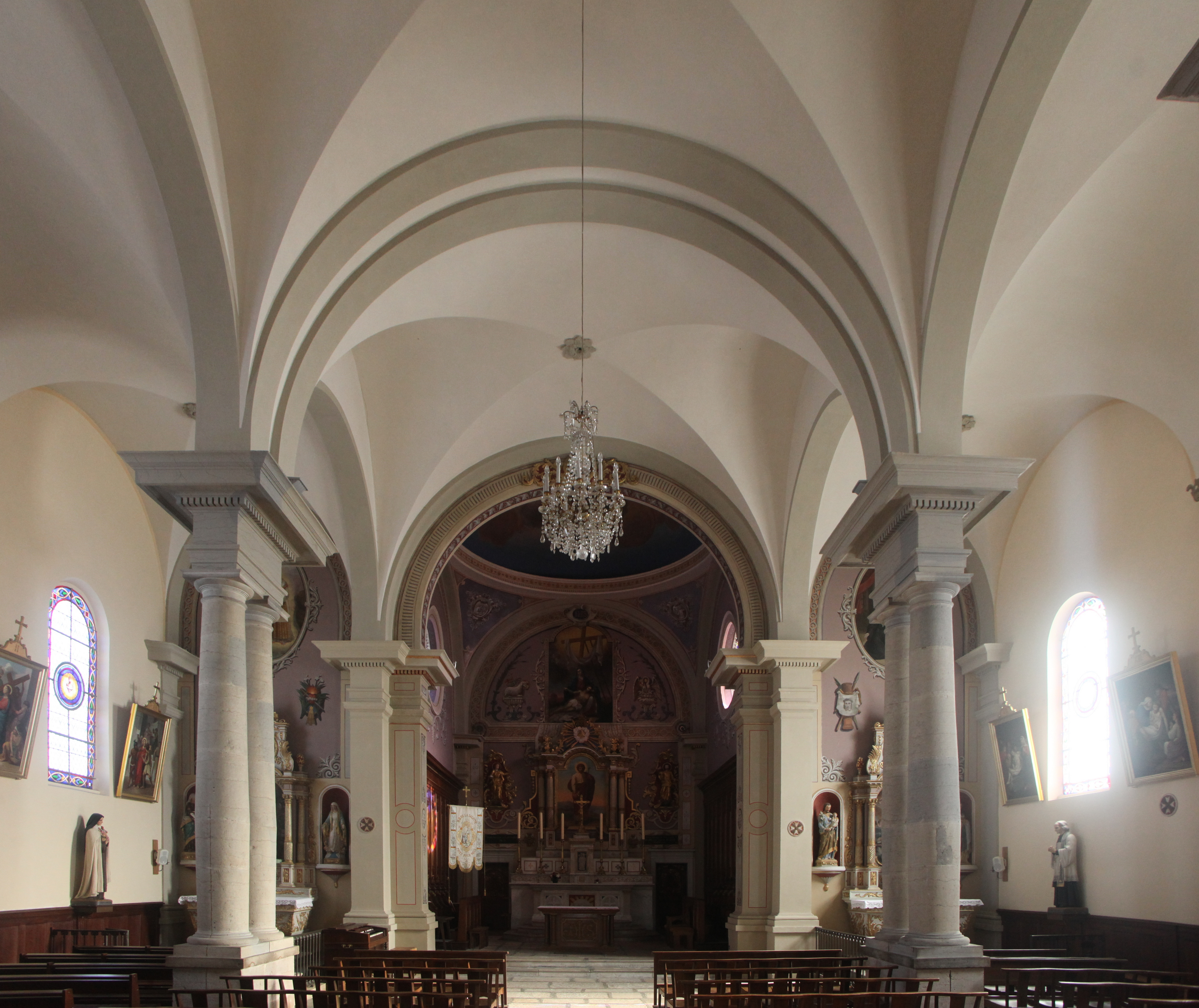
Intérieur de l'église.
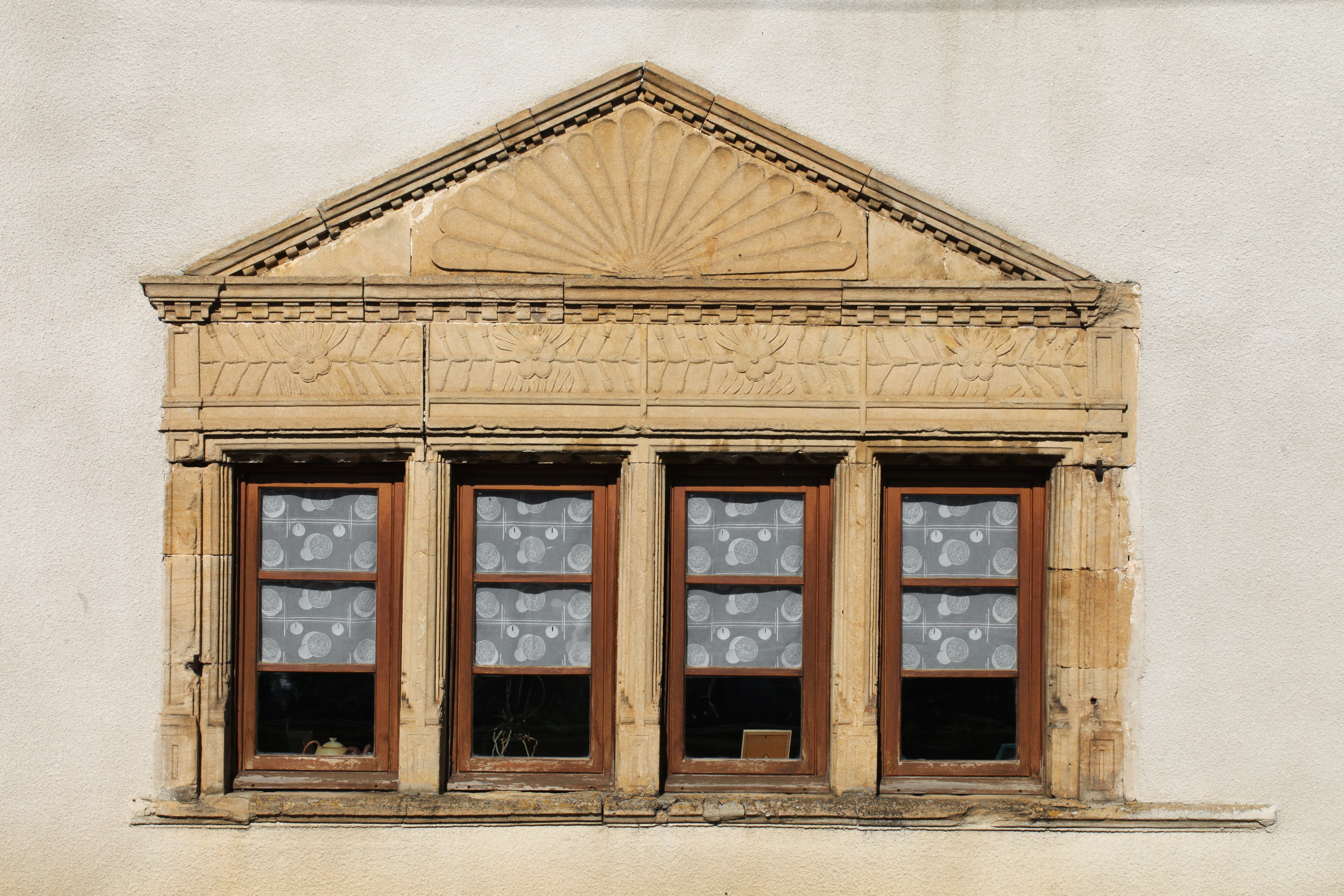
Fenêtre "Renaissance" classée de la ferme .
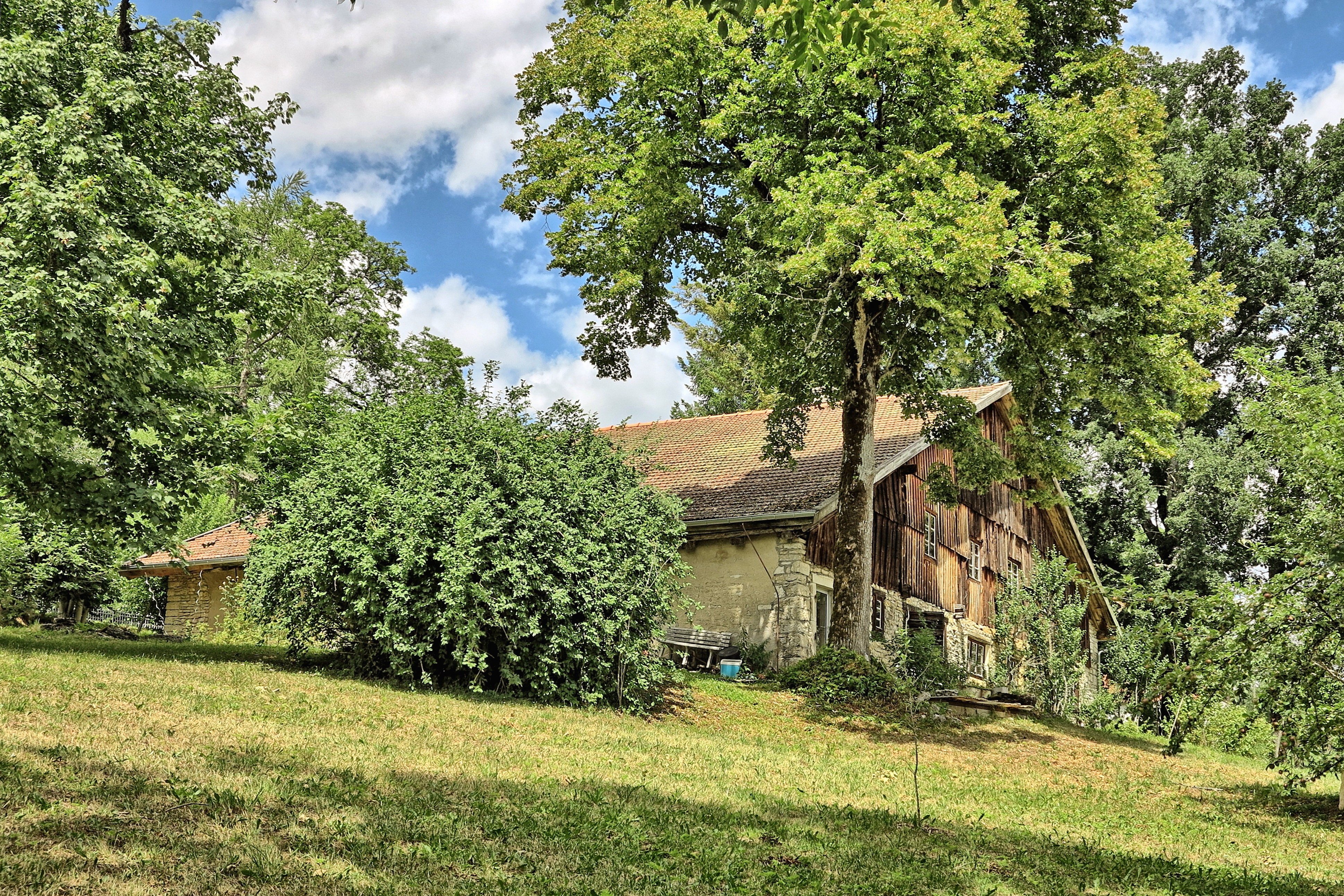
Ferme de Villebasse.
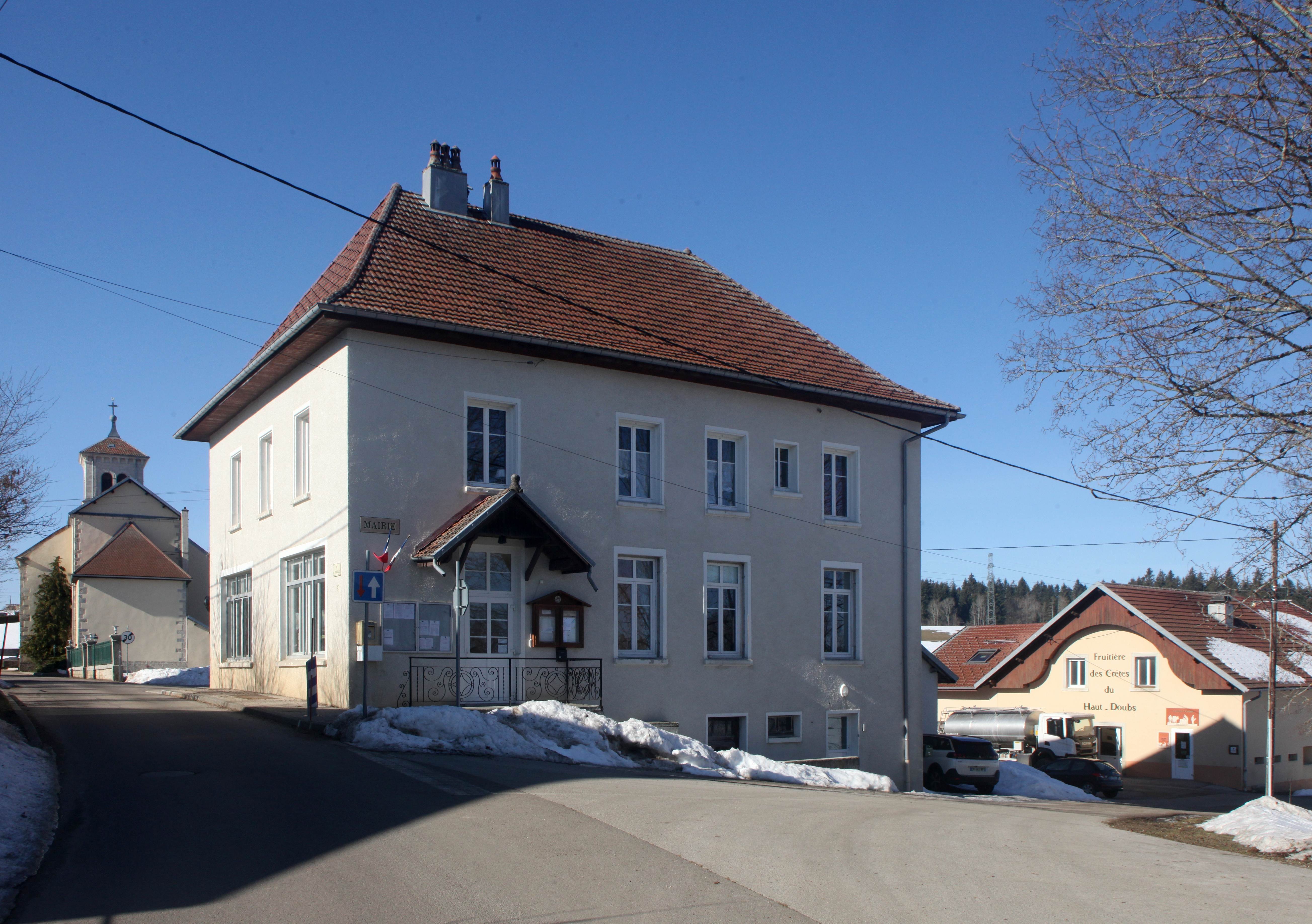
Mairie.
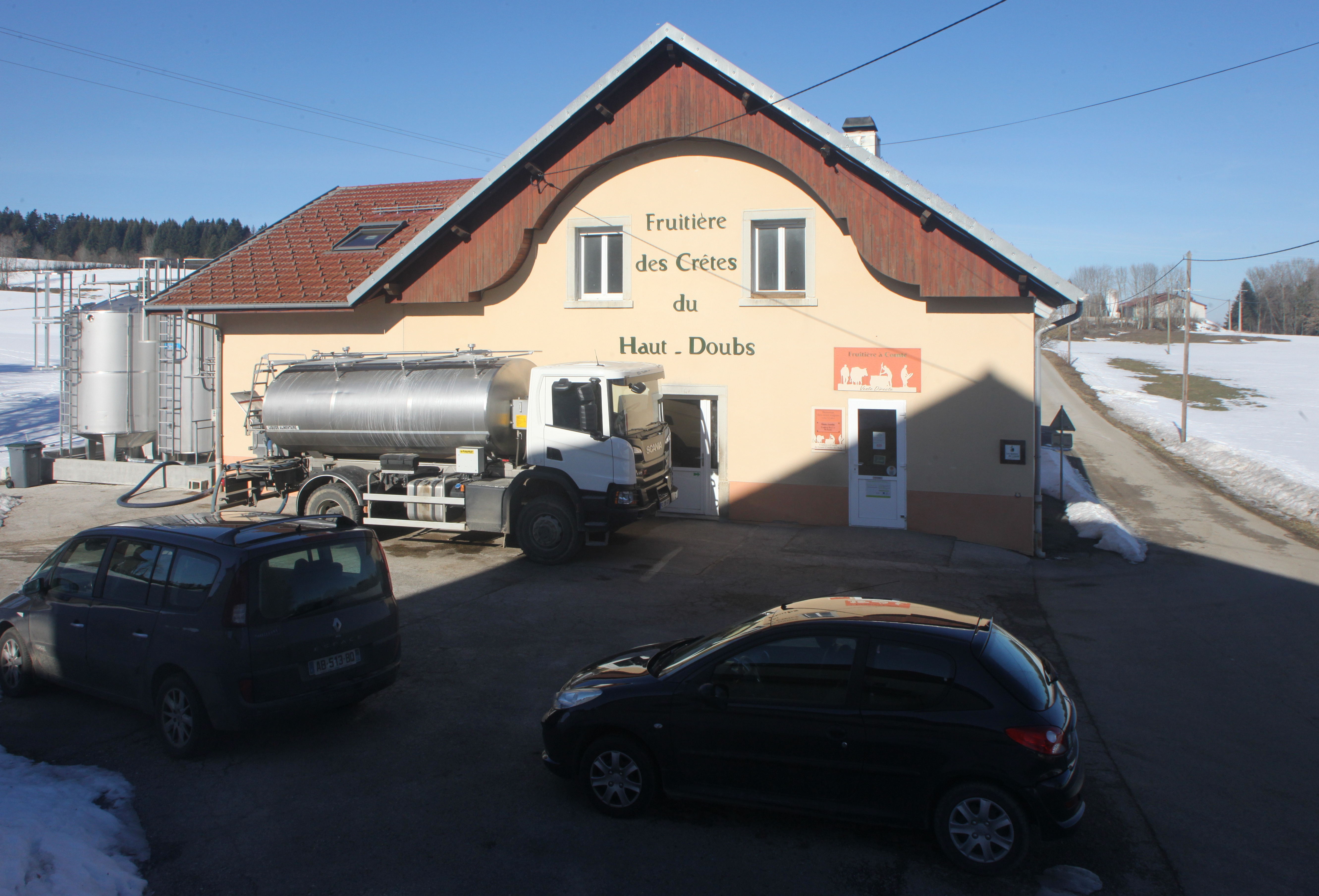
Fruitière.

## Personnalités liées à la commune
- Joseph Perrot (1921-2005), Père blanc et premier évêque de San au Mali.
- Pierre-Antoine Mougin (1735-1816), prêtre astronome français.